# Talsperre Angostura (Chile)

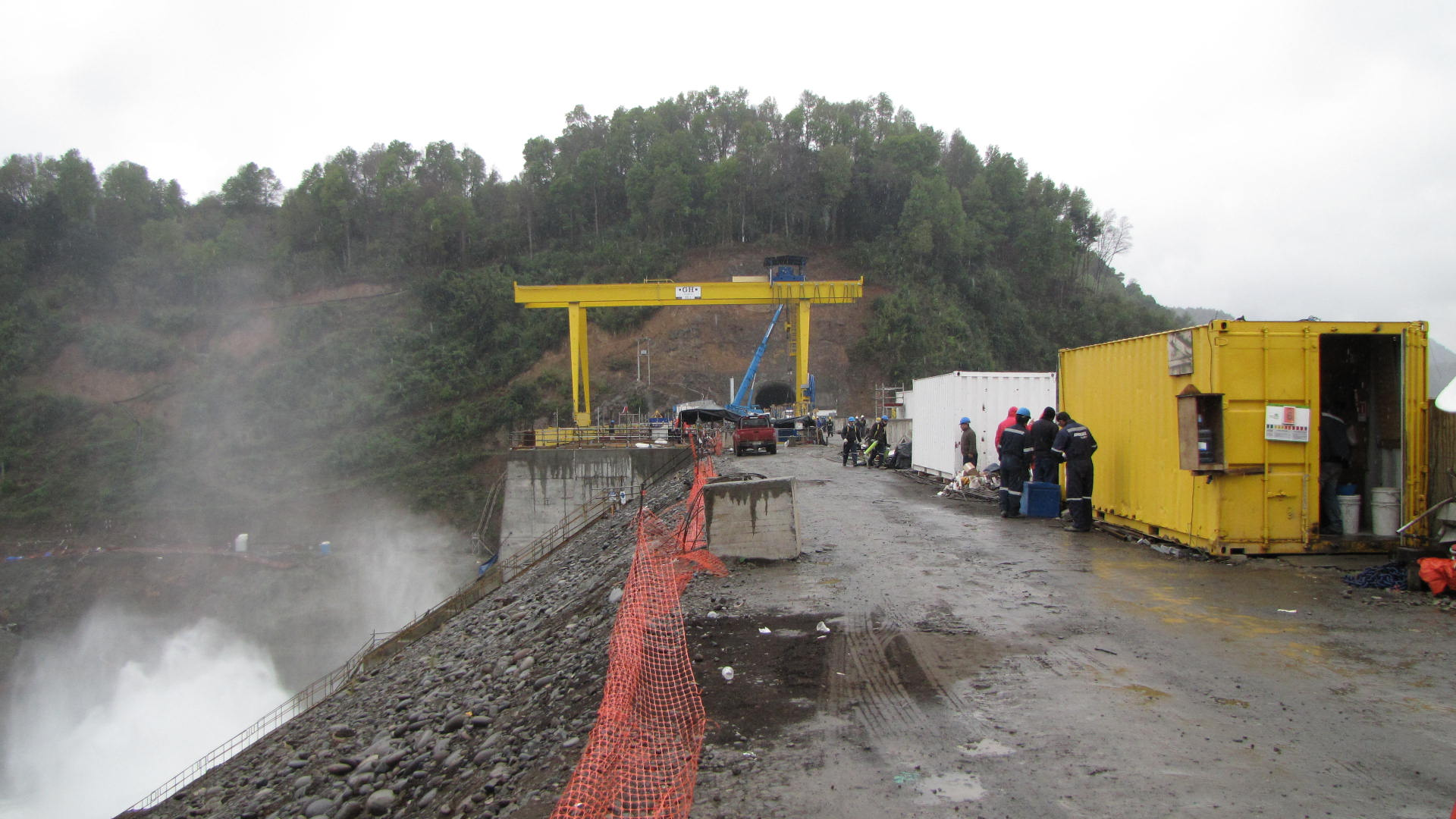
Talsperre Angostura (2013)

Die Talsperre Angostura (spanisch Central [hidroeléctrica] Angostura) ist ein Laufwasserkraftwerk am Río Bío Bío in Chile. Sie liegt in der Region VIII, ungefähr 63 km südöstlich der Stadt Los Ángeles auf dem Gebiet der Gemeinden Santa Bárbara und Quilaco. Ungefähr 300 m oberhalb der Staumauer mündet der Río Huequecura in den Bío Bío. Ca. 30 km flussaufwärts befindet sich die Talsperre Pangue.
Im September 2008 wurden die Studien bzgl. der Auswirkungen auf die Umwelt bei den zuständigen Behörden eingereicht. Mit den Bauarbeiten wurde im Februar 2010 begonnen. Der Einstau war bis Mitte Dezember 2013 abgeschlossen und die erste Maschine des Kraftwerks ging Ende Dezember 2013 in den Testbetrieb.
Die Talsperre ist im Besitz der Colbún S.A. und wird auch von Colbún betrieben.

## Absperrbauwerk
Das Absperrbauwerk besteht aus einem CFR-Damm (Länge 1,6 km, Höhe 25 m) auf der linken (südlichen) Uferseite des Bío Bío sowie einer Gewichtsstaumauer aus Walzbeton (Länge 125 m, Höhe 63 m) quer zum Flussbett des Bío Bío. Die Mauer- bzw. Dammkrone liegt auf einer Höhe von 320 m über dem Meeresspiegel.
Die Staumauer verfügt über eine Hochwasserentlastung mit sechs Toren. Über die Hochwasserentlastung können maximal 10.200 m³/s abgeführt werden. Dies entspricht dem Bemessungshochwasser; die Wahrscheinlichkeit für das Auftreten dieses Ereignisses wurde mit einmal in 1000 Jahren bestimmt.
Um das Wasser des Bío Bío während der Bauzeit ableiten zu können, wurde ein Tunnel (Länge 290 m, Durchmesser 14,4 m) errichtet, über den maximal 2.000 m³/s abgeführt werden können.

## Stausee
Beim normalen Stauziel von 317 m erstreckt sich der Stausee über eine Fläche von rund 6,41 km² und fasst 100 Mio. m³ Wasser. Um die Auswirkungen auf die Umwelt zu minimieren und um eine Nutzung des Stausees für den Tourismus zu ermöglichen, darf dieses Stauziel um maximal 1 m abgesenkt werden.
Der Stausee hat im Tal des Bío Bío eine Länge von 16 km und im Tal des Huequecura eine Länge von 5 km. Nahe der Staumauer liegt die Tiefe des Sees bei 50 m.

## Kraftwerk
Das Kraftwerk Angostura verfügt über eine installierte Leistung von 316 MW. Die durchschnittliche Jahreserzeugung liegt bei 1,542 Mrd. kWh.
Die drei Maschinen des Kraftwerks befinden sich in einem unterirdischen Maschinenhaus (Länge 177 m, Breite 30 m, Höhe 59 m). Zwei der Francis-Turbinen leisten jede maximal 135 MW, die dritte maximal 46 MW. Die Turbinen, Generatoren sowie die sonstige elektrische Ausrüstung wurden von Alstom geliefert. Der Auftragswert dafür lag bei 100 Mio. €. Von der Schaltanlage führt eine 40 km lange Doppelleitung (220 kV, 470 MVA) zum Umspannwerk Mulchén.
Die Fallhöhe beträgt 50 m. Der maximale Durchfluss liegt bei jeweils 300 m³/s für die ersten beiden Turbinen und bei 100 m³/s für die dritte Turbine.

## Sonstiges
Die Angaben zu den Gesamtkosten für das Projekt sind unterschiedlich: 420, 671, 700 bzw. 760 Mio. USD. Ursprünglich wurden die Kosten auf 500 Mio. USD geschätzt.
Auf der Baustelle waren insgesamt mehr als 4000 Personen beschäftigt; im Durchschnitt waren es 500 Personen, die gleichzeitig beschäftigt waren, das Maximum waren 1200. Für die Talsperre mussten 46 Familien umgesiedelt werden.